# Quatre Jours de Dunkerque 2006
La 52e édition des Quatre Jours de Dunkerque a eu lieu du 3 au 7 mai 2006. Elle a été remportée par l'Italien Roberto Petito.

## Étapes
| \| Dunkerque Gravelines Arques Le Cateau-Cambrésis Fontaine-au-Pire Hénin-Beaumont Nœux-les-Mines Maisnil-lès-Ruitz Seclin \| Carte des villes accueillant les départs et les arrivées. |
| Dunkerque Gravelines Arques Le Cateau-Cambrésis Fontaine-au-Pire Hénin-Beaumont Nœux-les-Mines Maisnil-lès-Ruitz Seclin                                                                 |

| Étape     | Date  | Villes étapes                      |  | Distance (km) | Vainqueur d’étape | Leader du classement général |
| --------- | ----- | ---------------------------------- |  | ------------- | ----------------- | ---------------------------- |
| 1re étape | 3 mai | Dunkerque - Gravelines             |  | 161,9         | Francesco Chicchi | Francesco Chicchi            |
| 2e étape  | 4 mai | Arques - Le Cateau-Cambrésis       |  | 204,7         | Roberto Petito    | Roberto Petito               |
| 3e étape  | 5 mai | Fontaine-au-Pire - Hénin-Beaumont  |  | 181,1         | Gert Steegmans    | Roberto Petito               |
| 4e étape  | 6 mai | Nœux-les-Mines - Maisnil-lès-Ruitz |  | 190,2         | Pierrick Fédrigo  | Roberto Petito               |
| 5e étape  | 7 mai | Seclin - Dunkerque                 |  | 163,7         | Isaac Gálvez      | Roberto Petito               |

## Déroulement de la course

### 1reétape
La première étape se courut de Dunkerque à Gravelines, en 161,9 kilomètres.
Elle fut remportée au sprint, au terme d'une course de 3 heures 42 minutes et 34 secondes (soit une vitesse moyenne de 43,322 km/h), par l'Italien Francesco Chicchi de l'équipe Quick Step-Innergetic.

Il était suivi par l'Américain Fred Rodriguez de l'équipe Davitamon-Lotto et par le Norvégien Thor Hushovd de l'équipe Crédit agricole.

### 2eétape
Elle se courut le 4 mai, d'Arques au Cateau-Cambrésis, en 204,7 kilomètres. L'Italien Roberto Petito, de l'équipe Tenax Salmilano, la remporta en 5 heures 7 minutes et 53 secondes, à la vitesse moyenne de 39,892 km/h, avec dans sa roue le Français Stéphane Pétilleau de l'équipe Bretagne-Jean Floc'h.                  
Le sprint du peloton, qui arrivait avec 37 secondes de retard sur le duo quasi-homonyme de tête, fut remporté par l'Italien Simone Cadamuro de l'équipe Milram.

### 3eétape
Elle se courut le 5 mai de Fontaine-au-Pire à Hénin-Beaumont, en 181,1 kilomètres.
Le peloton arriva groupé et le sprint fut remporté, après 4 heures 14 minutes et 36 secondes d'une course effectuée à la vitesse moyenne de 42,679 km/h par le Belge Gert Steegmans de l'équipe Davitamon-Lotto, immédiatement suivi par l'Espagnol Isaac Gálvez de l'équipe Caisse d'Épargne-Illes Balears et par le Norvégien Thor Hushovd de l'équipe Crédit agricole.

### 4eétape
Elle se courut le 6 mai de Nœux-les-Mines au parc départemental d'Olhain, en 190,2 kilomètres.
Effectuée à une vitesse moyenne de 38,641 kilomètres à l'heure (soit un temps de parcours de 4 heures 55 minutes et 20 secondes), elle fut remportée par le champion de France en titre Pierrick Fédrigo de l'équipe Bouygues Telecom suivi à 12 secondes de son coéquipier, compatriote et ancien champion de France Didier Rous et par le Français Sébastien Hinault de l'équipe Crédit agricole.

### 5eétape
Courue le 7 mai de Seclin à Dunkerque en 163,7 kilomètres, elle donna lieu à une échappée de 5 coureurs :
- l'Irlandais Nicolas Roche, de l'équipe Cofidis
- le Français Lloyd Mondory, de l'équipe AG2R
- Lars Ytting Bak, champion du Danemark en titre, de l'équipe CSC
- le Français Gilles Canouet, de l'équipe Agritubel
- l'Italien Ivan Santaromita, de l'équipe Quick Step-Innergetic, qui avaient 25 secondes d'avance à trois tours de l'arrivée (la fin de l'épreuve s'est effectuée sur un circuit d'environ 6,5 kilomètres dans la ville de Dunkerque), alors que les équipes Tenax Salmilano et Bretagne-Jean Floc'h faisaient rouler le peloton dans l'espoir de garantir les places de Roberto Petito et Stéphane Pétilleau, respectivement premier et deuxième du classement général.

Mais la crevaison de Gilles Canouet sonna le glas de cette échappée, qui fut d'autant plus rapidement reprise que l'équipe Crédit agricole donnait la chasse pour préparer le terrain pour son sprinter Thor Hushovd ; à noter que le Français Lloyd Mondory se lança dans un souriant baroud d'honneur qui malheureusement fit long feu.
Groupé, le peloton s'étirait pour préparer le sprint, que le Français de l'équipe AG2R Prévoyance Jean-Patrick Nazon lançait aux 700 mètres pour son leader Alexandre Usov. Celui-ci ne pouvant suivre une telle accélération, Nazon poursuivait son effort pour mourir juste avant la ligne, tout d'abord doublé par Hushovd et Cadamuro, puis par l'Espagnol 
Gálvez, qui coiffait tout le monde sur la ligne au terme d'un sprint superbe et d'une course de 3 heures 32 minutes et 39 secondes.

## Classement général

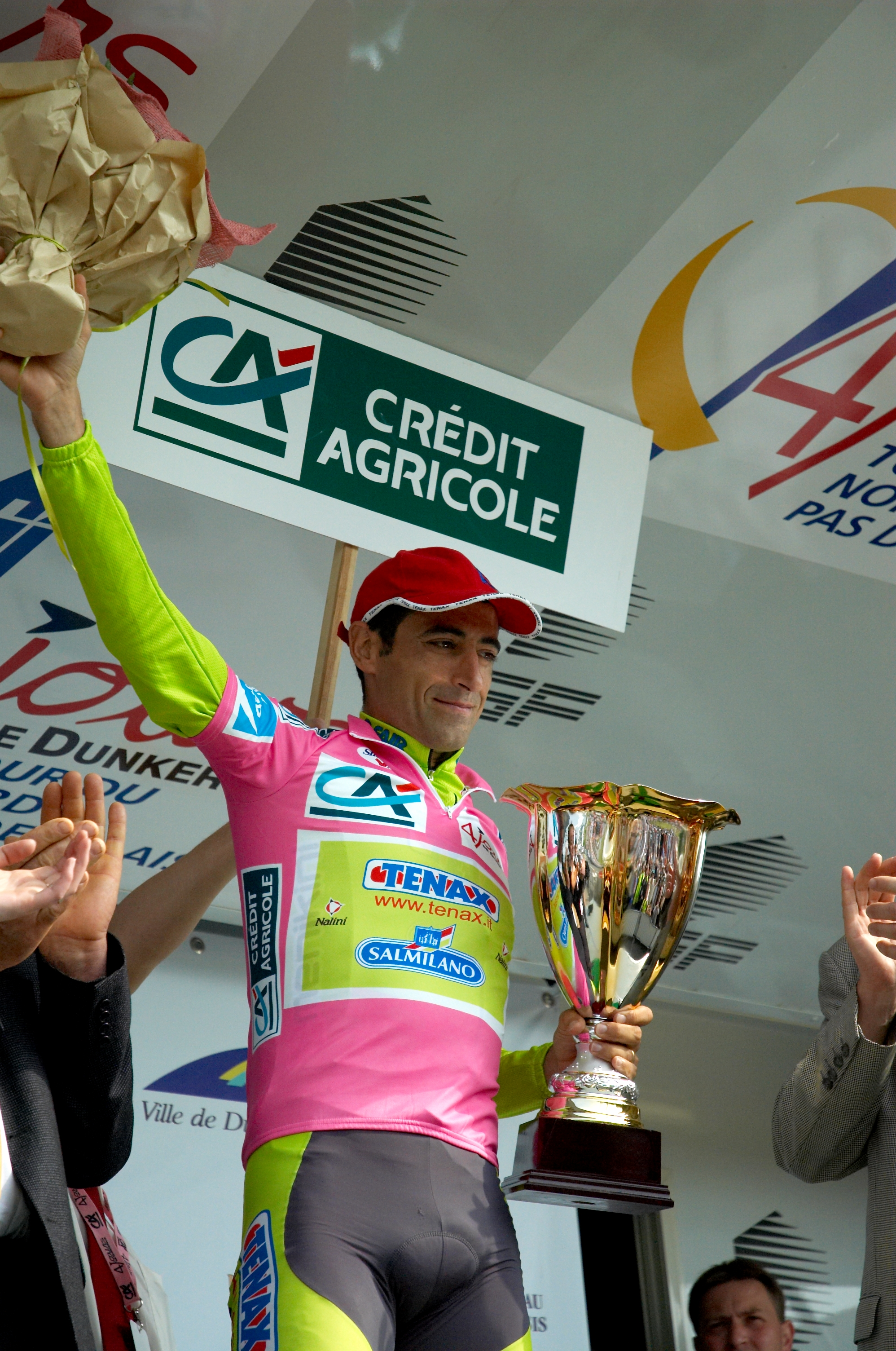
Roberto Petito (Tenax), vainqueur de cette.

| \| Classement général \| Classement général \| Classement général \| Classement général \| Classement général \| \| Coureur \| Coureur \| Pays \| Équipe \| Temps \| \| ------------------ \| ------------------- \| ------------------ \| ------------------------------ \| ------------------ \| \| 1er \| Roberto Petito \| Italie \| Tenax Salmilano \| 21 h 33 min 24 s \| \| 2e \| Stéphane Pétilleau \| France \| Bretagne-Jean Floc'h \| + 4 s \| \| 3e \| Didier Rous \| France \| Bouygues Telecom \| + 16 s \| \| 4e \| Sébastien Hinault \| France \| Crédit Agricole \| + 17 s \| \| 5e \| Laurens ten Dam \| Pays-Bas \| Unibet.com \| + 27 s \| \| 6e \| Johan Coenen \| Belgique \| Unibet.com \| + 33 s \| \| 7e \| Sébastien Rosseler \| Belgique \| Quick Step-Innergetic \| + 33 s \| \| 8e \| Nicolas Portal \| France \| Caisse d'Épargne-Illes Balears \| + 33 s \| \| 9e \| Sebastian Langeveld \| Pays-Bas \| Skil-Shimano \| + 33 s \| \| 10e \| Marcel Sieberg \| Allemagne \| Wiesenhof-Akud \| + 34 s \| |                     |           |                                |                  |
| |                     |           |                                |                  |
| Source : Cycling Quotient |                     |           |                                |                  |
| Classement général |                     |           |                                |                  |
| Coureur | Coureur             | Pays      | Équipe                         | Temps            |
| 1er | Roberto Petito      | Italie    | Tenax Salmilano                | 21 h 33 min 24 s |
| 2e | Stéphane Pétilleau  | France    | Bretagne-Jean Floc'h           | + 4 s            |
| 3e | Didier Rous         | France    | Bouygues Telecom               | + 16 s           |
| 4e | Sébastien Hinault   | France    | Crédit Agricole                | + 17 s           |
| 5e | Laurens ten Dam     | Pays-Bas  | Unibet.com                     | + 27 s           |
| 6e | Johan Coenen        | Belgique  | Unibet.com                     | + 33 s           |
| 7e | Sébastien Rosseler  | Belgique  | Quick Step-Innergetic          | + 33 s           |
| 8e | Nicolas Portal      | France    | Caisse d'Épargne-Illes Balears | + 33 s           |
| 9e | Sebastian Langeveld | Pays-Bas  | Skil-Shimano                   | + 33 s           |
| 10e | Marcel Sieberg      | Allemagne | Wiesenhof-Akud                 | + 34 s           |